# Paranemertes sanjuanensis
Paranemertes sanjuanensis är en djurart som tillhör fylumet slemmaskar, och som beskrevs av Stricker 1982. Paranemertes sanjuanensis ingår i släktet Paranemertes och familjen Emplectonematidae. Inga underarter finns listade i Catalogue of Life.